# René Préval

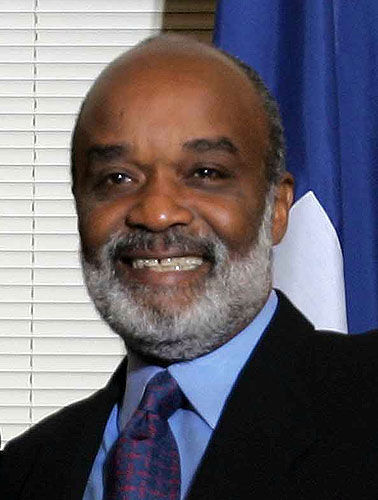
René Préval (2006)

René Garcia Préval (* 17. Januar 1943, offiziell in Port-au-Prince, nach anderen Angaben in Marmelade; † 3. März 2017 in Port-au-Prince) war ein haitianischer Politiker. Er war vom 7. Februar 1996 bis zum 7. Februar 2001 und erneut vom 14. Mai 2006 bis 14. Mai 2011 Präsident seines Landes.

## Leben

### Familie
Sein Vater war in den 1950er Jahren Landwirtschaftsminister in der Regierung unter General Paul Magloire und war Agrarwissenschaftler und Großgrundbesitzer in der Stadt Marmelade, dem Stammsitz der Familie im Département Artibonite. René Préval studierte Agrarwirtschaft an der Landwirtschaftlichen Hochschule von Gembloux in Belgien. 1963 war er mit seiner Familie gezwungen, Haiti unter dem damaligen Diktator François Duvalier zu verlassen. Nach fünf Jahren im New Yorker Stadtteil Brooklyn kehrte er 1975 nach Haiti zurück und erhielt einen Posten am Nationalen Institut für Bodenschätze und erhielt später ein einjähriges Stipendium, um in Pisa in Italien Geothermie zu studieren. Das Studium beendete er 1978. 1988 eröffnete er in Port-au-Prince eine Großbäckerei.
René Préval heiratete am 6. Dezember 2009 Elisabeth Delatour die Industriellentochter (Culligan Wasser, Haiti) und Witwe von Leslie Delatour, dem ehemaligen Weltbank-Ökonom, Präsidenten der Zentralbank und Finanzminister von Haiti. Gemeinsam mit dem ehemaligen Finanzminister hatte Leslie Delatour drei Kinder. Prevals erste Ehe mit Guerda Benoit blieb kinderlos und aus der zweiten Ehe mit Solange Lafontant gingen zwei Kinder hervor.

### Politische Karriere
René Préval war ein Mitstreiter des damaligen Präsidenten Jean-Bertrand Aristide. Vom 13. Februar bis zum 11. Oktober 1991 war Préval Premier-, Innen- und Verteidigungsminister von Haiti. Er musste allerdings nach dem blutigen Putsch der Forces Armées d’Haïti vom 30. September 1991 – angeführt durch General Raoul Cédras – mit Aristide das Land verlassen. Préval flüchtete nach Washington. Dort blieb er bis Oktober 1994. Zur Wiederherstellung einer verfassungsmäßigen Regierung, wurde René Préval – nachdem Aristide am 15. Oktober 1994 durch Intervention der USA unter Bill Clinton (am 18. September 1994 landeten 20.000 Marines auf der Insel) wieder Präsident von Haiti geworden war – zum Direktor des Fond d’assistance économique et sociale (FAES) ernannt, einer Behörde, die mit Darlehen in Höhe von 20 Mio. USD von der Weltbank und der Interamerikanischen Entwicklungsbank (BID) finanziert wurde.

### Erste Amtszeit 1996–2001
Am 17. Dezember 1995 wurde René Préval – bei einer äußerst geringen Wahlbeteiligung von 28 % – mit 88 % der Stimmen gewählt. Am 7. Februar 1996 wurde er für fünf Jahre als Präsident vereidigt. Er wurde zum zweiten demokratisch gewählten Staatsoberhaupt in der knapp 200-jährigen Geschichte Haitis. Préval wurde der erste Präsident von Haiti, der sein Amt am Ende seiner regulären Amtszeit am 7. Februar 2001 abgab. Als Präsident setzte er – auf Druck internationaler Institutionen wie des Internationalen Währungsfonds (IWF) – eine Reihe von Reformen durch, insbesondere die Privatisierung zahlreicher Staatsunternehmen. Die hohe Arbeitslosenquote fiel gegen Ende von Prévals Amtszeit auf den niedrigsten Stand seit Duvaliers Abtritt. Dieser Trend setzte sich während der folgenden Amtszeit von Präsident Aristide fort bis zum Putsch von 2004.

### Zweite Amtszeit 2006–2011
Préval trat als unabhängiger Präsidentschaftskandidat bei den Wahlen 2006 an und lag nach Umfragen vorn. Während seiner Wahlkampagne versuchte er, sich von der Fanmi-Lavalas-Partei zu distanzieren. Préval unterstützte die Besatzung Haitis durch UN-Truppen, im Gegensatz zu Aristide und vielen Mitgliedern der Lavalas, die die UN-Truppen beschuldigten, eine Kampagne der Unterdrückung und Gewalt auf Druck der USA, Frankreichs und Kanadas durchzuführen. Die Wahl war sehr umstritten und von Betrugsvorwürfen gekennzeichnet, es war bis zum 17. Februar nicht klar, ob – bei einer Wahlbeteiligung von ca. 63 % – Préval die Mehrheit von 50 % der Stimmen erhalten würde oder ob eine Stichwahl angesetzt werden müsste. Letztlich wurde er von der Wahlkommission mit 51,15 % der Stimmen zum Wahlsieger erklärt.
Am 14. Mai 2006 übernahm René Préval von seinem Vorgänger, Boniface Alexandre, das Amt des Präsidenten, und am 17. Mai 2006 nominierte er Jacques-Édouard Alexis als seinen Premierminister.
Durch wiederholte Unruhen in Haiti, die durch überhöhte Lebensmittelpreise hervorgerufen worden waren, musste Alexis am 12. April 2008 sein Amt als Premierminister niederlegen. Der Senat, die zweite Kammer des Parlamentes, entließ die gesamte Regierung Haitis unter Alexis.
Angesichts der Hungerrevolten sagte die Weltbank eine Soforthilfe von 10 Millionen US-Dollar (rd. 6,3 Millionen Euro) zu.
Ende April 2008 wurde Ericq Pierre von Präsident René Préval zum neuen Ministerpräsidenten nominiert, die Nominierung wurde jedoch von den Kammern des Kongresses nicht bestätigt. Ende Juli 2008 wurde als dritte Nominierte Michèle Pierre-Louis von beiden Kammern bestätigt. Am 5. September, als die Zusammensetzung ihres Kabinetts und ihr Regierungsprogramm gebilligt wurden, konnte sie die Nachfolge Alexis’ antreten. Am 30. Oktober 2009 wurde allerdings die Regierungschefin Michèle Pierre-Louis vom Senat gestürzt und durch Jean-Max Bellerive ersetzt.
René Préval stand der gemäßigten Linkspartei Lespwa („Hoffnung“) vor, die bei den Senatstswahl vor 2009 stärkste Kraft wurde.

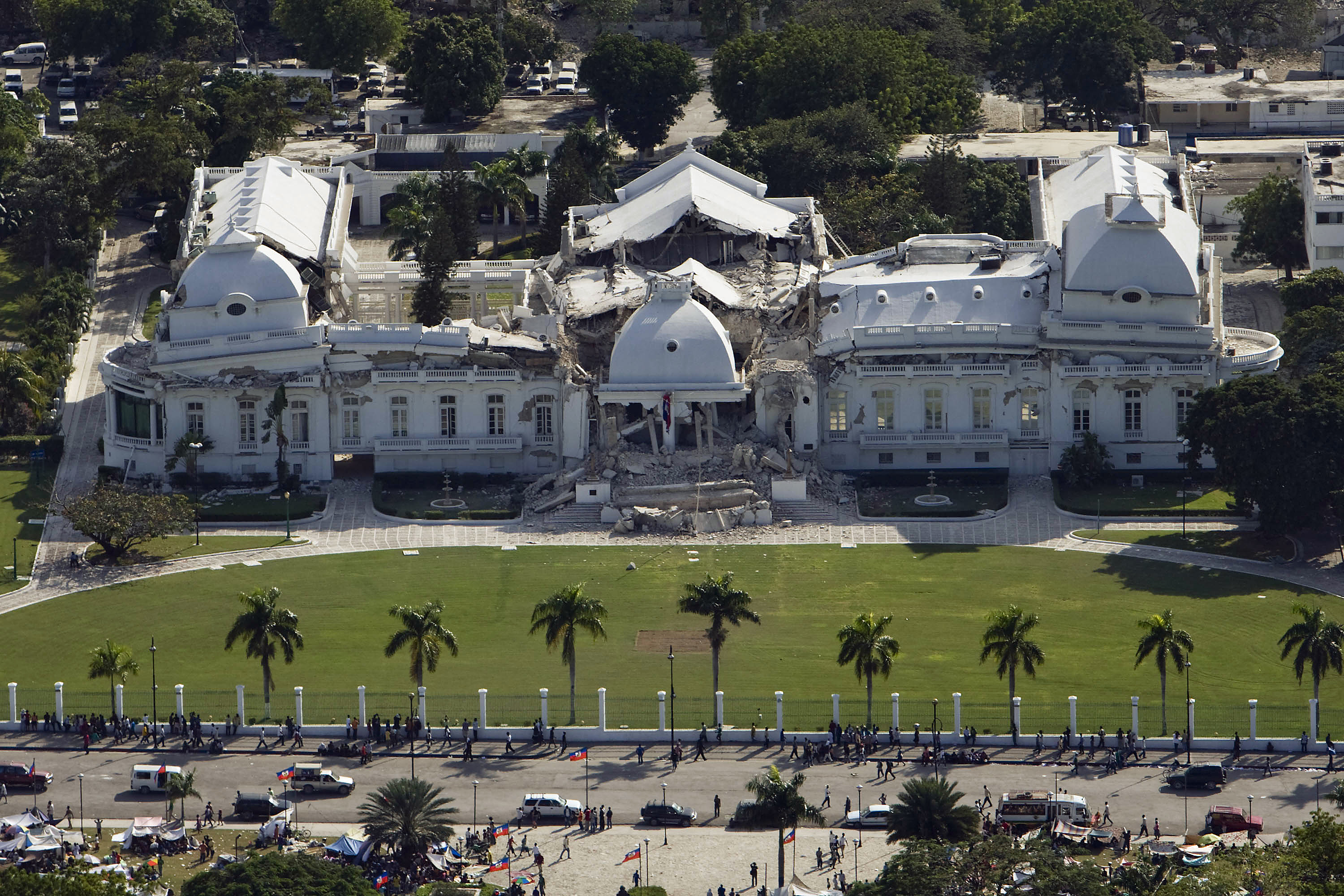
Der durch das Erdbeben zerstörte Präsidentenpalast am 13. Januar 2010

Im vorletzten Jahr seiner zweiten Amtszeit, am 12. Januar 2010, ereignete sich ein verheerendes Erdbeben, bei dem u. a. der Palais national, der Amtssitz des Präsidenten, und mehrere Ministerien einstürzten. Danach gab es keine funktionsfähige Regierung mehr. Einen Großteil der Verwaltung übernahm das Personal der Stabilisierungsmission der Vereinten Nationen. Die für den 28. Februar 2010  angesetzten Präsidentschafts- und Parlamentswahlen, zu denen Préval der Verfassung gemäß nicht mehr antreten konnte, mussten verschoben werden. Bei der Stichwahl am 20. März 2011 siegte Michel Martelly, der René Préval am 14. Mai 2011 als Präsident nachfolgte.

## Politische Einschätzung
Einschätzung nach Matthias Rüb, einem deutschen Journalisten: „Die in der Regel unfähigen oder verbrecherischen Herrscher Haitis der letzten Jahrzehnte überragt er [Préval] turmhoch. ... Dass er beide Amtsperioden zu Ende brachte und die Regierungsgeschäfte ordnungsgemäß an seinen gewählten Nachfolger übergab, ist im notorisch instabilen Haiti eine staatsmännische Großleistung.“